# Cryptolepis orbicularis
Cryptolepis orbicularis är en oleanderväxtart som beskrevs av Emilio Chiovenda. Cryptolepis orbicularis ingår i släktet Cryptolepis och familjen oleanderväxter. Inga underarter finns listade i Catalogue of Life.